# Olmeda de la Cuesta
Olmeda de la Cuesta – gmina w Hiszpanii, w prowincji Cuenca, w Kastylii-La Mancha, o powierzchni 23,23 km². W 2011 roku gmina liczyła 39 mieszkańców.